# 特克斯群岛
特克斯群島（英語：Turks Islands）是英國屬地特克斯和凱科斯群島的群島，位於伊斯帕尼奧拉島以北約240公里的大西洋海域，屬於廬卡雅群島的一部分，由12個島嶼組成，面積36.8平方公里，2012年人口4,939。
主要島嶼為大特克島與索爾特島。